# Yukinori Miyabe
Yukinori Miyabe (宮部 行範 ({{{2}}}?); Tokyo, 18 luglio 1968 – Tokyo, 7 marzo 2017) è stato un pattinatore di velocità su ghiaccio giapponese.

## Palmarès

### Olimpiadi
- Bronzo a Albertville 1992 nei 1000 metri.